# Nabucodonosor II

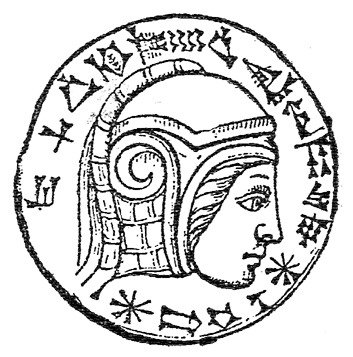
Nabucodonosor II, en una moneda

Nabucodonosor II el gran (604 - 562 aC), sobirà de Babilònia, successor de Nabopolassar constitueix probablement el membre més conegut de la dinastia caldea de Babilònia.
És famós per les seves conquestes, i per la seva gran activitat a la ciutat de Babilònia. Potser la més famosa d'aquestes obres són els jardins penjants de Babilònia, que segons explica la llegenda foren construïts per a la seva dona, que sentia nostàlgia per les muntanyes on va néixer.
La imatge que ens ha arribat a nosaltres d'aquests governant és força diferent de l'actualment coneguda. De fet, això es deu essencialment al fet que a la tradició jueva i a la Bíblia se'l considera un líder despietat per mor de l'ocupació de Jerusalem, la destrucció del temple i l'expulsió dels jueus, ben al contrari del que succeïx a l'Iraq contemporani, on és glorificat com a líder històric.

## Nom
El seu nom, en accadi Nabû-kudurri-uṣur, és interpretat com "Oh Nebo, defensa la meva corona", "imperi", "estela", o "treball".
A una inscripció s'anomena a si mateix com "el favorit de Nebo".
En hebreu és נבוכדנאצר Nəbūkadnệṣṣar (la presència de א (alef) pot indicar una pronunciació primerenca de l'hebreu, Nəbūkadenʾeṣṣar), i algunes vegades (en Jeremies i Ezequiel)
נבוכדראצר, Nəbūkadrệṣṣar.
La Septuaginta i la Vulgata escriuen Ναβουχοδονοσορ, Nabuchodonosor (reflectint una pronunciació primerenca Nabūkudunʾuṣur).

## Regnat

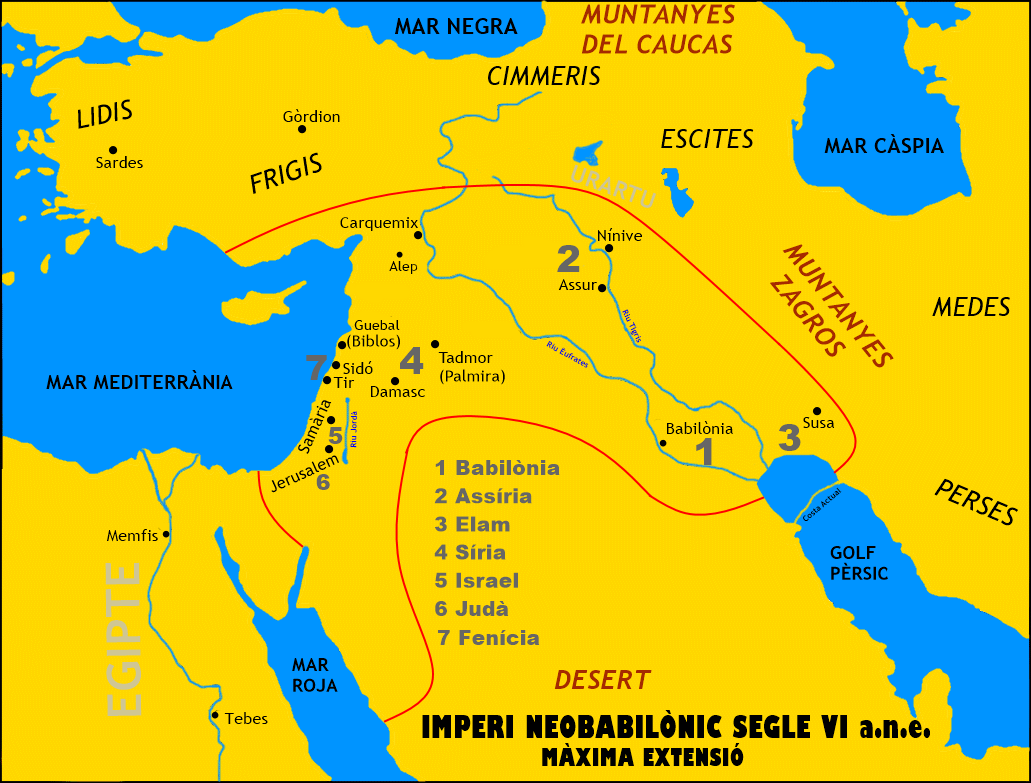
Imperi Neobabilònic

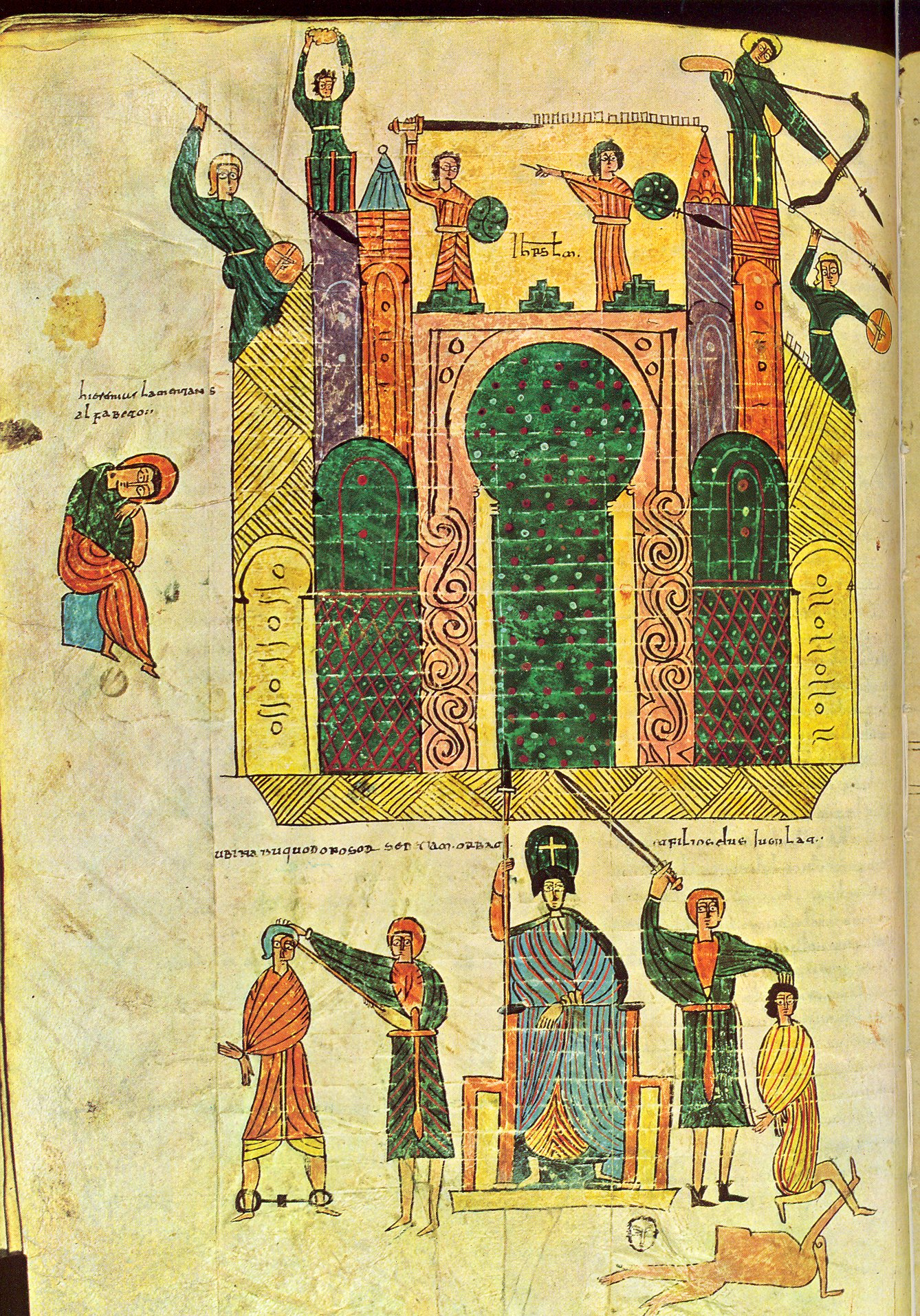
Presa de Jerusalem per Nabucodonosor (Beatus de la Seu d'Urgell)

Durant el seu regnat es van portar a terme nombroses campanyes d'imperialització i es va arribar a conquerir Palestina i Síria, entre altres territoris. També va ordenar el bandejament dels jueus, prenent així Judà i imposant el seu poder durant anys.
Potser la seva ambició més gran va ser la presa d'Egipte, la qual va aconseguir després de durs enfrontaments entre les seves tropes i l'exèrcit del faraó Necó. El punt culminant de la seva victòria fou la mítica batalla de Karkemix (605 aC). No obstant això, a partir del 582 aC les relacions esdevingueren estables i es pactà el respecte mutu.
Localment, Nabucodonosor II va aconseguir calmar el tibant clima intern que imperava en el regne des de feia 10 anys. Va reconstruir les ciutats i va afavorir la prosperitat.

## Biografia
Nabucodonosor va ser el fill major i successor de Nabopolasar, qui va alliberar Babilònia de la dependència d'Assíria i va deixar a Nínive en ruïnes. Segons Beroso, va contreure matrimoni amb la filla de Ciáxares, per la qual cosa les dinasties dels Medes i Babilonis es van unir.
Neko II, rei d'Egipte, va obtenir una victòria davant els Assiris a Megido. Això va assegurar a Egipte la possessió de províncies Fenícies de l'imperi assiri, incloent part de Palestina. Les províncies restants van ser dividides entre Babilònia i Mitjana. Nabopolasar estava decidit a reconquerir de Necao les províncies de l'oest de Síria, i per a aquest fi va manar al seu fill al costat d'un poderós exèrcit en direcció a l'oest. A la batalla de Karkemish l'any 605 a. C., l'exèrcit egipci va ser derrotat i Síria i Fenícia van caure sota el domini de Babilònia. Nabopolasar va morir el 15 d'agost del 605 a. C. i Nabucodonosor va tornar a Babilònia per ascendir al tron.
Després de vèncer als Cimeris i Escites, totes les expedicions de Nabucodonosor van estar dirigides cap a l'oest, encara que un poderós veí, els medes, estava situat en el nord. El matrimoni de Nabucodonosor amb Amuhia, filla del rei dels medes, va assegurar pau entre els dos imperis.
Nabucodonosor va dur a terme diverses campanyes sobre Síria i Judá. Un intent d'invasió a Egipte en 601 a. C. va tenir alguns contratemps, causats per diverses rebel·lions a l'àrea del Llevant, incloent Judá. Nabucodonosor va acabar amb les rebel·lions, capturant Jerusalem el 587 a. C., i portant al rei Jeconíes a Babilònia. Quan el faraó Apries va intentar novament una invasió a Palestina, el 589 a. C., Judá i altres estats de la regió es van rebel·lar. Un segon setge de Jerusalem va ocórrer en 587 a. C./586 a. C., finalitzant amb la destrucció del temple i la ciutat, així com amb la deportació de molts ciutadans a Babilònia. Aquests fets es descriuen en els llibres bíblics de Reyes, Jeremías i Cròniques. Després de la destrucció de Jerusalem, Nabucodonosor va sostenir un setge sobre Tir (585 a. C.-572 a. C.), que va acabar amb un compromís, on la ciutat acceptava l'autoritat de Babilònia.
Completant la subjugació de Fenícia, i després de turmentar Egipte, Nabucodonosor es va dedicar a adornar la ciutat de Babilònia, construir canals, aqüeductes i reserves.
Prenent en compte les seves inscripcions i el nombre de temples construïts o restaurats per ell, es pot dir que va ser un home molt devot. El que se sap de la seva història ho mostra amb una disposició humana, en contrast amb la demostració de crueltat gratuïta de la majoria dels sobirans assiris. Va ser a causa d'aquesta moderació que Jerusalem va ser perdonada repetides vegades, i finalment destruïda només quan això va ser una necessitat política; els prínceps rebels van obtenir perdó, i el mateix Sedequies, que pel seu desgrat contra el rei babilònic li era particularment odiós, si s'hagués comportat amb menys tossuderia, hagués rebut major indulgència (Jeremíes 38:17, 18).1 Nabucodonosor va mostrar molta consideració a Jeremíes, deixant-ho lliure per acompanyar als exiliats a Babilònia o romandre a Jerusalem, i nomenant a un dels amics del profeta, Godolíes, com a governador de Jerusalem; va concedir també tal part de llibertat als exiliats jueus que alguns van ascendir a una posició de prominència en la Cort i Baruc va pensar que era un deure d'exhortar als seus companys perquè tinguessin el benestar de Babilònia en el cor i perquè oressin pel seu rei. La tradició babilònica compte que al final de la seva vida, Nabucodonosor, inspirat des de les altures, va profetitzar la ruïna imminent de l'imperi Caldeu (Berosus i Abydenus en Eusebi, Praep. Evang., 9.41).
Nabucodonosor va morir a Babilònia entre el segon i sisè mes de l'any 43 del seu regnat.

## Activitat constructora

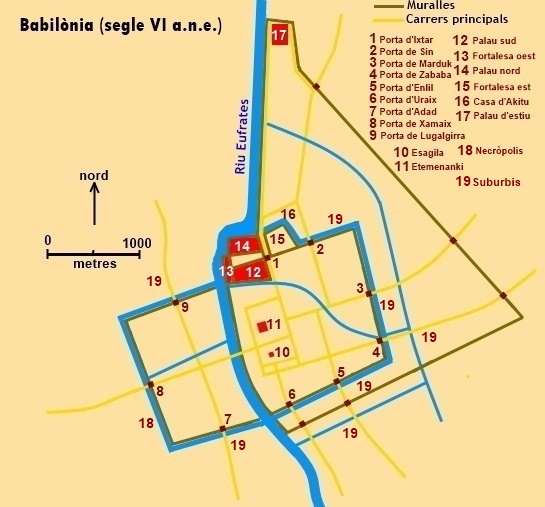
Plànol de Babilònia (segle VI a.n.e.)

Nabucodonosor va semblar sentir-se més orgullós per les seves obres que per les seves victòries en el camp de batalla. Durant l'últim segle de l'existència de Nínive (s. VII a. C.), Babilònia estava devastada, no només a les mans de Senaquerib i Asurbanipal, sinó també com a resultat de rebel·lions. Nabucodonosor, continuant amb el treball de reconstrucció del seu pare, va tenir com a propòsit convertir la seva capital en una de les meravelles del món. Antics temples van ser restaurats; noves edificacions d'increïble magnificència van ser construïdes en honor dels déus del panteó babilònic (Diodor de Sicília, 2.95; Heródot, 1.183); per completar el palau real començat per Nabopolasar, no s'estalvia de res ni "fusta de cedre, bronze, or, plata, pedres precioses i rares"; un passatge subterrani i un pont de pedra connectaven les dues parts de la ciutat separades pel riu Eufrates; la ciutat es va tornar inexpugnable amb la construcció d'un triple mur.
Que les tasques de Nabucodonosor no estaven només lligades a la capital; és acreditat per la restauració del llac de Sippar, obrir un port en el Golf Pèrsic, i la construcció de la muralla meda entre els rius Tigris i Eufrates per protegir el país d'invasions del nord: de fet, no hi ha un lloc en Babilònia on no aparegui el seu nom o vestigis de la seva activitat com a rei. Aquestes gegantesques obres van necessitar una àmplia mà d'obra: de les inscripció en el temple de Marduk, es pot inferir que la majoria dels captius portats des de l'oest d'Àsia van participar en les tasques de construcció.

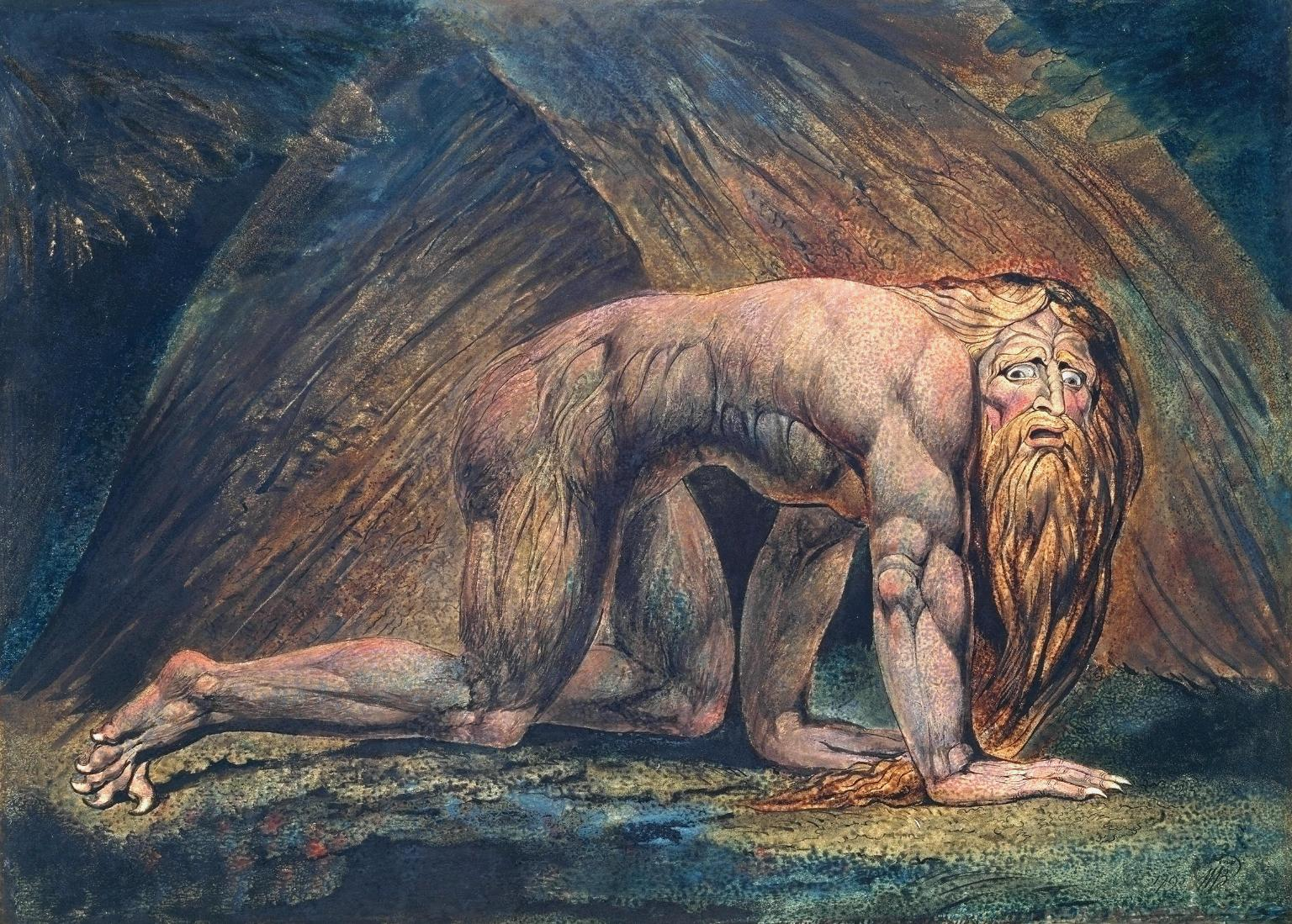
Nabucodonosor, per William Blake.

## Nabucodonosor al Llibre de Daniel
Nabucodonosor és més àmpliament conegut a través de la seva descripció en la Bíblia, especialment en el Llibre de Daniel, que discuteix diversos esdeveniments del seu regnat en addició a la seva conquesta de Jerusalem.
En el segon any del seu regnat, Nabucodonosor somia amb una gran imatge feta de diversos materials (or, plata, bronze, ferro, i fang cuit) que és destruïda totalment. El profeta Daniel ho interpreta de manera que representa l'auge i la caiguda dels poders mundials (Daniel Capítol 22).
Durant un altre incident, Nabucodonosor aixeca un enorme ídol d'or per ser venerat durant una cerimònia pública en el pla de Dura. Quan tres jueus, Ananías, Misael, i Azarías (Sedrac, Mesac, i Abed-nego) van refusar formar part de tal acte, el rei va manar que fossin llançats a un forn ardent. Però en el moment de ser llançats van ser salvats per un àngel i van sorgir il·lesos (Daniel Capítol 33).
Un altre somni, aquesta vegada d'un arbre immens, és interpretat per Daniel el profeta. El somni anunciava la destinació del rei vivint al costat de les bèsties i comportant-se com aquestes (Daniel Capítol 4).
Mentre presumia sobre els seus assoliments, Nabucodonosor és humiliat per Yahvé. El rei perd el seny i viu en la selva com un animal durant set anys (alguns ho consideren com un atac de bogeria anomenat zoantropía clínica). Després d'això, el seu seny i postura són recobrades. Ni la malaltia, ni l'interregne que va haver d'haver causat, estan registrats en els annals babilònics; no obstant això, hi ha una absència d'actes del rei durant 582 a. C.-575 a. C. Alguns erudits[qui?] creuen que el Llibre de Daniel va ser escrit molt temps després que els esdeveniments descrits, durant el Segle II a. C., per aquesta raó es dubta de la veracitat de les descripcions.
Alguns estudiosos creuen que la descripció feta per Daniel és una mescla de tradicions sobre Nabucodonosor —va ser sens dubte qui va conquistar Jerusalem— i Nabónido (Nabuna'aneu), l'últim rei de Babilònia. Per exemple, Nabónido va ser el veritable pare de Baltasar, i els set anys de bogeria poden estar relacionats amb l'estada de Nabónido en Tayma, en el desert. Evidència d'això està en fragments dels Manuscrits del Mar Mort on es descriu a Nabónido (N-b-n-i) sent assotat per Déu amb una febre de set anys en el seu regne mentre el seu fill regia en Babilònia.

## Nabucodonosor a les arts
El rei Nabucodonosor II de Babilònia és un dels monarques de l'antiguitat més coneguts, ja que apareix com el conqueridor del Regne de Judà a l'Antic Testament (és citat en diversos llibres de la Bíblia, com en el Reis, Cròniques, Ester, Daniel, Jeremies i altres.)
També és molt conegut per la famosa òpera Nabucco, obra en quatre actes amb música del compositor Giuseppe Verdi i llibret de Temistocle Solera, basada en l'Antic Testament i en l'obra Nabuchodonosor de Francis Cornue i Anicète Bourgeois.